# Alicja Kwade

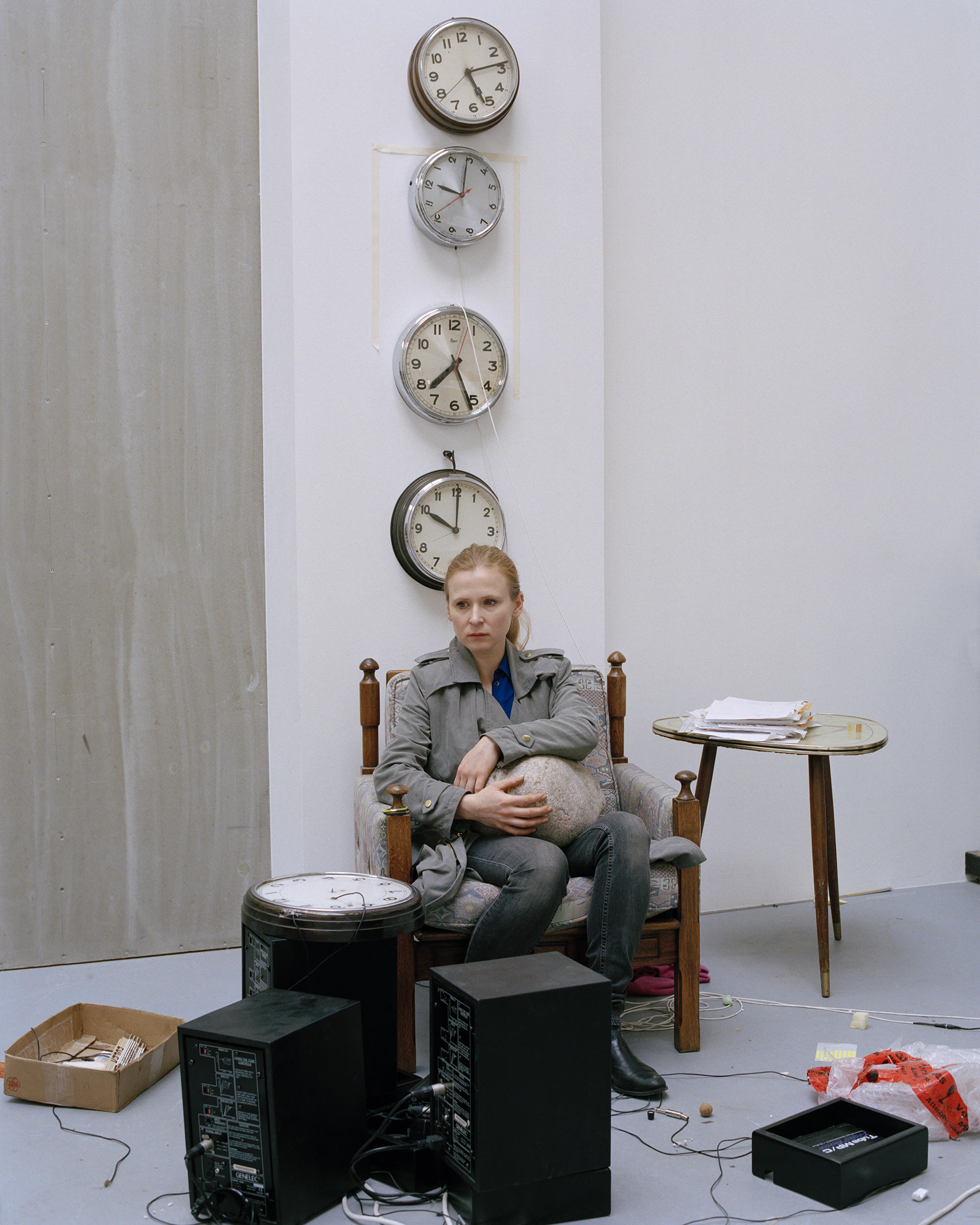
Retrato de Alicja Kwade por Oliver Mark (Berlin, 2014).

Alicja Kwade (n. 1979, Polonia) es una artista visual contemporánea polaco - alemana. Sus esculturas e instalaciones se centran en la subjetividad del tiempo y el espacio. Kwade vive y trabaja en Berlín .
Kwade nació en la ciudad industrial de Katowice, lo que entonces era la Polonia comunista . Era hija de un científico cultural y propietario de una galería, e informa que sabía que quería ser artista desde la edad de cinco años. Su familia escapó a Alemania Occidental en 1987. Creció en Hannover y a los 19 años se mudó a Berlín, donde estudió escultura en la Universidad de las Artes (UdK) en Berlín de 1999 a 2005. En 2002, Kwade realizó un intercambio de Erasmus en el Chelsea College of Arts de Londres .

## Trabajo
Kwade procesa materiales como madera, vidrio y cobre a través de procesos químicos para explorar lo efímero del mundo físico. Sus obras a menudo incluyen reflexión, sonidos repetitivos y duplicaciones inexactas para crear espacios inmersivos y experienciales, que piden a los espectadores que cuestionen su percepción de la realidad . En una entrevista de 2013 con la revista ArtReview, Kwade explicó: “Estoy fascinada con las fronteras entre la ciencia y la sospecha. Todos los intermedios. Houdini es uno de mis mayores héroes ". Para su primer encargo de arte público en los Estados Unidos, Kwade instaló un reloj de aluminio de 16 pies de alto en la entrada del Central Park, justo enfrente del histórico Plaza Hotel. La esfera del reloj se movía en sentido contrario a las agujas del reloj, mientras que las manecillas de las horas y los minutos giraban en la dirección opuesta.
En 2017, Kwade fue fotografiada por Mario Testino para Vogue en Venecia.
Desde que se convirtió en artista a tiempo completo, ha trabajado en estudios en los distritos de Kreuzberg de Berlín (2008-2011, junto con Thomas Kiesewetter ) y Weißensee (2012-2018). También completó el programa de artista en residencia en Le Vauclin en 2012. En 2018, trasladó su práctica a un estudio en Oberschöneweide, junto a Olafur Eliasson, Christian Jankowski y Jorinde Voigt .

## Exposiciones
Comenzando con su primera muestra institucional en Hamburger Bahnhof en 2008, Kwade tuvo exposiciones individuales en Kestnergesellschaft en Hannover; Kunsthalle Schirn en Frankfurt (2015); y Whitechapel Gallery, Londres (2016), entre otros. También participó en la Bienal de Venecia 2015. También produjo Parapivot para la Comisión de jardines en la azotea del Museo Metropolitano de Arte de 2019. Su exposición más reciente tuvo lugar en el centro MIT LIST en Boston Massachusetts, del 18 de octubre de 2019 al 5 de enero de 2020. Titulada "In Between Glances", la exhibición muestra una variedad de trabajos recientes de Kwade, así como una instalación nunca antes vista titulada "Light Touch of Totality". La instalación se compone de cinco anillos de acero inoxidable, cada uno de unos 16 pies de diámetro, que parecen congelados en el tiempo en varios ángulos y puntos de contacto. Cortinas de cuentas de hilo cuelgan de diferentes partes de los anillos y se mueven ligeramente con el movimiento del aire en la habitación. Los anillos son representativos tanto de los anillos planetarios como de las líneas longitudinales, mientras que las cuentas representan unidades de información. De esta manera, el trabajo se alinea con el interés persistente de Kwade en la percepción y las formas en que categorizamos y entendemos nuestro mundo.

## Reconocimiento
- 2002 – Beca de la Fundación Académica alemana
- 2010 – Robert Jacobsen Premio, Fundación Würth
- 2015 - Premio Hector, Kunsthalle Mannheim

## Vida personal
Desde el 2000, Kwade mantiene una relación con el artista Gregor Hildebrandt.

## Otras lecturas
- Baum, Kelly; Wagstaff, Sheena (2019). Alicja Kwade: ParaPivot. The Roof Garden Commission. New York: The Metropolitan Museum of Art. ISBN 9781588396679.
- Blackwick, Iwona; Hermann, Daniel F.; Foote, Cameron (2017). Alicja Kwade: Medium Median. London: Whitechapel Gallery. ISBN 9780854882540.
- Gamst, Helene; Russe, Roulette, eds. (2019). Alicja Kwade: In Aporie. Berlin: Hatje Cantz. ISBN 9783775745444.
- Artículo en Alicja Kwade por Kimberly Bradley en ArtReview